# Hyattella obscura
Hyattella obscura är en svampdjursart som beskrevs av Lendenfeld 1889. Hyattella obscura ingår i släktet Hyattella och familjen Spongiidae.
Artens utbredningsområde är havet kring Australien. Inga underarter finns listade i Catalogue of Life.